# Christoph von Hagen (Landrat)
Christoph von Hagen, auch Christoph vom Hagen (* 1538; † 24. November 1572), war ein Landrat des Erzbistums Magdeburg.

## Leben
Von Hagen war ein Sohn von Adolph von Hagen und Maria von Werthern. Er war Inhaber des Amtes Hadmersleben, wo er bis 1558 lebte, und Erbsass in Quedlinburg. Ab 1561 erwarb er in Quedlinburg Grundbesitz und ließ das Quedlinburger Stadtschloss errichten.
Von Hagen war mit Margarethe/Magdalena von Bünau aus Droyßig verheiratet und hatte zwei Töchter.
Seine Tochter, Maria von Hagen (1562–1638), heiratete den kursächsischen Stiftshauptmann Christoph Vitzthum von Eckstedt. Aus dieser Ehe ging der gleichnamige Sohn (1594–1653) hervor, der Kriegsobrist und ebenfalls Stiftshauptmann in Quedlinburg wurde.
Sein Sohn Otto vom Hagen wurde bekannt als Montanunternehmer am Kyffhäuser und in der Goldenen Aue, wo er in Berga ein Gut erworben hatte.